# Цимбаленко Євген
Цимбаленко Євген Станіславович (нар. 10 вересня 1979 року в м. Києві.) — кандидат наук із соціальних комунікацій, доцент кафедри реклами та зв'язків з громадськістю, заступник директора з науково-педагогічної роботи Інституту журналістики (Київський національний університет імені Тараса Шевченка).

## Біографія
Народився 10 вересня 1979 року в м. Києві.
Після завершення загальноосвітньої школи (1994) навчався у Київському технікумі електронних приладів, який закінчив з відзнакою і здобув кваліфікацію молодшого спеціаліста за спеціальністю “Метрологія” (1998). 
З 1998 по 2004 рік навчався в Інституті журналістики Київського національного університету імені Тараса Шевченка. Одночасно працював на посаді інженера-програміста інформаційно-обчислювального сектора Інституту. У 2004 році отримав диплом магістра журналістики. 
З 2004 по 2009 рік був зареєстрованим приватним підприємцем у галузі реклами, PR та видавничо-поліграфічних послуг. 
У 2006 році створив власну міні-друкарню для забезпечення друкованою продукцією рекламних та PR організацій.
У 2009 році Євген Станіславович повернувся до Інституту журналістики на посаду асистента кафедри реклами та зв’язків із громадськістю.
З 2010 року керує відбірковою комісією Інституту. Вперше за історію існування комісії максимально автоматизував процес прийому документів і залучав до роботи студентів-волонтерів. 
Протягом трьох років працював над кандидатською дисертацією “Інформатизація соціальних комунікацій: наукові концепції, правові складники та галузева структура”, яку успішно захистив і отримав диплом кандидата наук із соціальних комунікацій зі спеціальності 27.00.07 - Соціальна інформатика (19.01.2012 р.). 
У 2015 році отримав вчене звання доцента кафедри реклами та зв’язків з громадськістю.
З лютого 2016 року працює заступником директора з науково-педагогічної роботи Інституту журналістики (наукова робота та міжнародне співробітництво). На цей час Цимбаленко Є. С. працює над докторською дисертацією.

## Наукова діяльність
Науковий здобуток Цимбаленка Є. С. налічує 48 праць, серед яких 3 навчально-методичні роботи, 8 статей у закордонних виданнях, 6 з яких рецензуються та входять до міжнародних наукометричних баз, 29 статей опубліковані у фахових виданнях та 1 одноосібна монографія.
Колом наукових інтересів Євгена Станіславовича є: трансформації соціальних комунікацій, новітні медіа, глобалізація медій, інтернет та цифрова безпека, інформаційна безпека.

## Родина
У 1999 році Євген Станіславович одружився з Городенко Лесею Михайлівною. Його дружина має науковий ступінь доктора наук із соціальних комунікацій. У подружжя троє дітей: двійнята Олександр та Марія (2007) і донька Олена (2010). 